# Miedziana Góra (powiat kielecki)
Miedziana Góra – wieś w Polsce położona w województwie świętokrzyskim, w powiecie kieleckim, w gminie Miedziana Góra (siedziba władz).
W latach 1954–1968 wieś należała i była siedzibą władz gromady Miedziana Góra, po jej zniesieniu w gromadzie Niewachlów. W latach 1975–1998 należała administracyjnie do województwa kieleckiego. Dawne kieleckie osiedle górnicze, obecnie wchodzące w skład aglomeracji kieleckiej.

## Położenie
Miedziana Góra to obecnie kompleks osiedli domków jednorodzinnych. Ze względu na swoje wysokie walory przyrodnicze nazywana jest Zielonymi Płucami Kielc. Niewielka odległość od centrum miasta, sprawia, że stała się popularnym miejscem osiedlania się kielczan.
Na jej terenie znajduje się Tor Wyścigowy „Kielce”, na którym odbywa się większość regionalnych imprez sportów motorowych i samochodowych.

## Części wsi
| SIMC    | Nazwa       | Rodzaj    |
| ------- | ----------- | --------- |
| 0252411 | Biedaków    | część wsi |
| 0252428 | Herby       | część wsi |
| 0252434 | Kamień      | część wsi |
| 0252440 | Kulasy      | część wsi |
| 0252457 | Łazy        | część wsi |
| 0252463 | Place       | część wsi |
| 0252470 | Po Gościńcu | część wsi |
| 0252486 | Tumlińska   | część wsi |
| 0252492 | Zagórze     | część wsi |

## Historia
- ok. 1590 – powstaje osiedle górnicze Miedziana Góra
- 1782 – powołana zostaje Komisja Kruszcowa, której siedzibą zostaje Miedziana Góra
- 1787 – kopalnie w Miedzianej Górze wizytuje król Stanisław August Poniatowski
- 1811 – miejscowe kopalnie odwiedza Julian Ursyn Niemcewicz
- 1816 – Miedziana Góra zostaje siedzibą Głównej Dyrekcji Górniczej
- od 1975 – siedziba gminy
- 1977 – zostaje oddany do użytku „Tor Kielce”, drugi po „Torze Poznań”, największy ośrodek sportów samochodowych i motorowych w Polsce
- 2004 – 79. Sześciodniowe Zawody Motocyklowe Enduro (ISDE) – największa impreza w sportach motocyklowych na świecie
- od 30 września 2005 – gmina Miedziana Góra wchodzi w skład Kieleckiego Obszaru Metropolitalnego, przez co staje się jednostką terytorialną Metropolii Kielce, z zachowaniem jednakże swojej odrębności.

## Podział administracyjny Miedzianej Góry
Brak jednolitego podziału Miedzianej Góry na dzielnice i osiedla wprowadza dużo zamieszania. Historycznie wyodrębnionymi częściami Miedzianej Góry są Herby, Zagórze i Ławęczna zlokalizowane obecnie w zachodniej części miejscowości. Podział taki istniał w czasach, gdy Miedziana Góra była jeszcze typowym górniczym osiedlem (ostatni szyb zamknięto przed I wojną światową). Niejasny jest status Ciosowej, Porzecza i Ślefarni. Według podziału lokalizacyjnego pierwsze dwa stanowią odrębne sołectwa, natomiast Ślefarnia jest częścią sołectwa Ciosowa. Nowy podział na ulice z 1999 roku traktuje je jednak jako części Miedzianej Góry. Problemem jest określenie nazwy nowo powstałego osiedla za Urzędem Gminy (ul. Urzędnicza, Różana, Bratkowa i przyległe) oraz zabudowań wzdłuż ulicy Tumlińskiej szczególnie tych na północ od skrzyżowania tej ulicy z ulicą Śliską. Ponadto nazwy historycznych części osiedla pokrywają się z nazwą kieleckich blokowisk Herbów oraz Zagórza. W języku potocznym używa się więc określnika w formie przymiotnika Miedziańskie – gdy chodzi o te części zlokalizowane w Miedzianej Górze.

## Komunikacja

### Drogowa
- 74 S74 – Sulejów – Kielce – Opatów – Szczebrzeszyn – Zamość – granica polsko-ukraińska (przejście graniczne w Zosinie)
- 748 – Kostomłoty Drugie – Strawczyn – Ruda Strawczyńska
- 750 – Ćmińsk – Zagnańsk – droga S7- węzeł Barcza

### Komunikacja miejska
Transport publiczny na terenie Miedzianej Góry zapewnia Zarząd Transportu Miejskiego w Kielcach poprzez dwie dzienne linie autobusowe nr 9 i 32 oraz Świętokrzyskie Zrzeszenie Transportu i Usług prywatnymi autobusami.

## Sport
Gminno-Ludowy Klub Sportowy „Wicher Miedziana Góra” – klub piłkarski, utworzony w latach 50. XX wieku. Przetrwał do 1982. W 1989 został reaktywowany, a pierwszym prezesem został Stanisław Ciosek. Klub posiada barwy niebiesko-biało-czerwone, a jego największym sukcesem było występowanie w 2 sezonach w IV lidze, grupie świętokrzyskiej (sezony: 2003/04 i 2004/05).

## Ciekawostki
- W Warszawie w dzielnicy Targówek znajduje się ulica Miedzianogórska, której nazwa wzięła się od nazwy miejscowości.
- Dach na Wawelu w Krakowie został pokryty miedzią wydobytą w miejscowych kopalniach[15].
- W 2004 roku w Miedzianej Górze odbyły się 79. Sześciodniowe Zawody Motocyklowe Enduro (ISDE). Jest to największa impreza w sportach motocyklowych na świecie.
- Na Torze Kielce odbywają się najważniejsze imprezy w sportach samochodowych w Polsce.

## Ludzie związani z Miedzianą Górą
- Jan Hieronim Caccia
- Antoni Aleksander Soldenhoff
- Zbigniew Kruszelnicki ps. „Wilk”